# Místní akční skupina Pošumaví
Místní akční skupina POŠUMAVÍ je zapsaný spolek působící v okresu Domažlice, okresu Klatovy a okresu Plzeň-jih a jejím sídlem je město Klatovy.

## Projekty
Od roku 2007 je Místní akční skupina Pošumaví jednou z vybraných místních akčních skupin v České republice financovaných z osy 4 Programu rozvoje venkova. Místní akční skupina Pošumaví sdružuje převážně v členských mikroregionech celkem 99 obcí a byla založena v roce 2004. Místní akční skupina Pošumaví z.s. sdružuje kromě mikroregionů a měst i některé podnikatelské subjekty a neziskové organizace, které v regionu působí. Hlavní činností Místní akční skupiny Pošumaví je administrace projektů, které byly schváleny v rámci jednotlivých výzev vyhlášených touto skupinou v jednotlivých letech. Za dobu trvání místní akční skupiny byly podpořeny projekty týkající se rozvoje obcí, mikropodniků a neziskových organizací za více než 60 milionů korun.
Aktivity jsou zaměřeny na diverzifikaci zemědělství, podporu drobného podnikání na venkově, venkovský cestovní ruch, zlepšení kvality života na venkově, ochranu a rozvoj kulturního dědictví na venkově a na vzdělávací činnost na venkově.
Od roku 2017 je MAS Pošumaví z.s. po schválení všech potřebných dokumentů vyhlašovatelem výzev a administrátorem projektů v rámci programového období 2013 - 2020. Administruje projekty z operačního programu Zaměstnanost, Integrovaného regionálního operačního programu a Programu rozvoje venkova.
V roce 2016 byly zahájeny i tři projekty týkající se regionálního školství. V rámci působnosti obcí s rozšířenou působností Horažďovice, Klatovy a Sušice byly řešeny místní akční plány pro základní a střední školy. Informace o místních akčních plánech i o metodické pomoci při tvorbě šablon jsou k dispozici na oficiálních stránkách MAS Pošumaví z.s.
Kromě těchto aktivit jsou v regionu mapovány památky místního významu v rámci projektu Poznej svého souseda . Data z projektu byla převzata jako základ do interaktivní mapy, která je k dispozici na oficiálních stránkách MAS Pošumaví.
Místní akční skupina Pošumaví v rámci projektu Spolupráce s Místní akční skupinou Brána do Českého ráje se zabývá mapováním staveb lidové architektury na svém území. Jedním z výstupů je elektronická databáze . Dalším výstupem je tištěná vázaná publikace Lidová architektura na území MAS Pošumaví, která byla předána do všech obcí, knihoven a škol na území působnosti MAS Pošumaví.
Dalším projektem, který slouží k podpoře cestovního ruchu v Pošumaví, je projekt Poznej Pošumaví. Tento projekt si klade za cíl vytvořit jednoduché letáky ve formátu PDF, ve kterých jsou uvedeny základní informace o obcích, podnikatelských aktivitách nebo zajímavostech z okruhu působnosti Místní akční skupiny Pošumaví. Tyto letáky jsou k dispozici volně ke stažení na oficiálních stránkách MAS Pošumaví.
Místní akční skupina Pošumaví je jedním z administrátorů soutěže Regionální potravina Plzeňského kraje. Tato soutěž je organizována ministerstvem zemědělství ve spolupráci se Státním zemědělským intervenčním fondem a je určena malým a středním potravinářským podnikům. Místní akční skupina Pošumaví ve spolupráci s Plzeňským krajem propaguje úspěšné účastníky této soutěže formou nabídky dárkových košů sestavených z jejich výrobků.

## Členské mikroregiony
- Mikroregion Běleč
- DSO Kdyňsko
- Mikroregion Plánicko
- Mikroregion Pošumaví
- Mikroregion Prácheňsko
- DSO Měčínsko
- Mikroregion Střední Pošumaví

## Obce sdružené v členských mikroregionech
- Biřkov
- Červené Poříčí
- Dolany
- Chocomyšl
- Chudenice
- Ježovy
- Kaničky
- Křenice
- Mezihoří
- Němčice
- Poleň
- Švihov
- Úboč
- Únějovice
- Všepadly
- Vřeskovice
- Bolešiny
- Číhaň
- Hnačov
- Mlýnské Struhadlo
- Myslovice
- Nalžovské Hory
- Nehodiv
- Obytce
- Plánice
- Újezd u Plánice
- Zavlekov
- Zborovy
- Budětice
- Bukovník
- Čímice
- Dobršín
- Domoraz
- Dražovice
- Frymburk
- Nezamyslice
- Nezdice na Šumavě
- Podmokly
- Soběšice
- Strašín
- Žihobce
- Břežany
- Hradešice
- Kovčín
- Kvášňovice
- Malý Bor
- Maňovice
- Myslív
- Olšany
- Pačejov
- Běšiny
- Hartmanice
- Hlavňovice
- Hrádek
- Chlistov
- Kolinec
- Mochtín
- Mokrosuky
- Petrovice u Sušice
- Týnec
- Velhartice
- Vrhaveč
- Měčín
- Ostřetice
- Předslav
- Běhařov
- Brnířov
- Černíkov
- Dlažov
- Dlouhá Ves
- Chodská Lhota
- Hradiště
- Kdyně
- Kout na Šumavě
- Libkov
- Loučim
- Mezholezy
- Mrákov
- Nová Ves
- Pocinovice
- Spáňov
- Úsilov
- Všeruby
- Zahořany
- Hejná
- Horažďovice
- Hradiště
- Chanovice
- Kejnice
- Nezdřev
- Oselce
- Rabí
- Slatina
- Svéradice
- Velké Hydčice
- Velký Bor
- Žichovice

## Členská města
- Kasejovice
- Klatovy
- Sušice

## Ostatní členové
- Alfastav, spol. s r.o.
- ASAVET a.s.
- Atrium, s.r.o.
- Auto Kalný s.r.o.
- Český zahrádkářský svaz, základní organizace Klatovy I střed
- Český zahrádkářský svaz, základní organizace Plánice
- Doležal Milan
- Ekofarma Bílek, s.r.o.
- EPIN s.r.o.
- Farma Loužná, s.r.o.
- Haas Fertigbau Chanovice, s.r.o.
- Hálek Vlastimil
- Hlinka Vladislav Ing.
- Hynčík Zdeněk Ing.
- Klatovské folklorní sdružení Šumava o.s.
- Klatovské katakomby o.s.
- Klub přátel Klatovska o.s.
- Komunitní škola Kdyňsko o.s.
- Komunitní škola Švihov o.s.
- Kypetová Jaroslava
- Lamberská stezka o.s.
- MASO WEST s.r.o.
- Mašková Eva
- Měcholupská zemědělská a.s.
- Modelklub č. 186, Bolešiny
- O.T.I.S.K. občanské sdružení
- Panoráma, občanské sdružení pro venkov na pomezí jižních a západních Čech
- Pikhart Kamil
- Pionýr z.s., pionýrská skupina Tuláci Klatovy
- Pošumavské sportovní sdružení okresu Klatovy
- Princ Pavel
- Přátelé muzea Dr. Šimona Adlera v Dobré Vodě u Hartmanic o.s.
- Pyšková Jitka - Biofarma Skřivánek
- Římskokatolická farnost Sušice
- Sdružení pro pomoc mentálně postiženým
- Spolek pro rozvoj zemědělského podnikání - jihozápad
- Sportovní klub Bolešiny
- Střední odborná škola a střední odborné učiliště Sušice
- Střední škola zemědělská a potravinářská Klatovy
- SECURITY INVESTMENT, s. r. o.
- Šlehofer Stanislav Ing.
- Tělovýchovná jednota Haas Chanovice
- Tělovýchovná jednota Sokol Mochtín
- Úhlava, o.p.s.
- Veterinární centrum s.r.o.
- Vlastivědná společnost Regio v Klatovech
- Výrobně obchodní družstvo Velký Bor
- Zemědělské obchodní družstvo Hlavňovice